# Dischord Records
A Dischord Records é uma editora discográfica americana independente, de Washington D.C. , responsável por lançamentos de bandas como Minor Threat, Fugazi, entre outras.

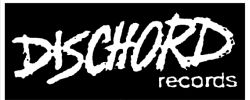
Logo da Dischord Records

A Dischord Records foi fundada por Ian Mackaye e Jeff Nelson, em 1980. Seu primeiro lançamento foi o EP "Minor Disturbance" do Teen Idles, primeira banda de Mackaye e Nelson, lançado em Janeiro de 1981. Atualmente a gravadora é um selo ligado a Southern Records.